# 宋旻浩
宋旻浩（1993年3月30日—），藝名為MINO（用於饒舌及團內暱稱），是一位韓國流行音樂饒舌歌手及詞曲作家。曾以男子團體BoM（韓語：비오엠）成員的藝名Tagoon出道，現其為韓國YG娛樂旗下之男子組合WINNER的成員之一。在團體的職務是主Rapper及BeatBox，同時在團內亦擔當作詞及作曲工作，以獨特的強烈rap、飽含真摯的歌詞和出眾的創作能力著名。
2015年，宋旻浩於Mnet節目《Show Me The Money》第四季中榮獲亞軍。
曾多次在節目《WINNER TV》、《新西遊記》、《姜食堂》中展現自己的繪畫實力，2019年正式作為畫家出道。2020年開始以藝名「Ohnim」進行畫家活動。

## 經歷

### 2013年以前：加入YG娛樂前
出道前曾在地下活動，曾是地下團體Royal Class的一員，與ZICO、P.O、朴經、韓海、禹泰云等人皆有合作過，並與ZICO、朴經、U-Kwon、韓海曾為Blockbuster（Block B的前身）預備成員，和Block B成員P.O為十幾年至親好友，原已經內定為Block B成員，但因宋旻浩當時未成年，需由父親出面與公司簽約，最後因合約無法協議，最後離開Block B的經紀公司。
2011年為韓國新創經紀公司Y2Y Contents旗下美聲組合BoM（全名：Blooming of our Music）成員之一，藝名Tagoon（韓語：타군）。BoM由孟世昌（隊長）、宋旻浩（Tagoon）、柳京沐（Yua）、Rae Won共4名成員組成。2011年7月28日BoM發行首張單曲《Without you》，同日登上Mnet電視台M Countdown音樂節目正式出道。同年11月11日以專輯《Burning Rose》回歸，主打歌為〈Dear Feelings Dear Heart〉（韓語：가슴아 심장아、中文：心啊 心臟啊），由演員洪秀兒出演新曲MV；隔日音源網站以MV過於煽情的理由，判定為無法提供；此次回歸前原成員Raewon（韓語：김래성）因個人因素離開，加入新成員Jiso（韓語：이지수）。
2012年3月出演韓國Channel A迷你月火連續劇《K-POP最強生死戰》。
2013年3月12日Y2Y Contents代表Yoo Byung Sool於BoM官咖發表聲明BoM正式解散。宋旻浩於2019年綜藝節目《俘獲芳心頻道》中表示，雖然心裡是hiphop，因為組合是抒情美聲團體而有些辛苦，但當時經紀公司太小，排序常被其它組合壓下來無法演出，能登上一次舞台心裡就很感謝；好友P.O表示當時宋旻浩寫的歌詞，經紀公司以別人的名字登記版權；宋旻浩表示《怯》（英語：fear）歌曲中第3節歌詞所提到的惡德公司就是指該公司，當時在該公司2年連10萬韓元也沒領到。

### 2013-2015年：以組合WINNER出道、《Show Me The Money 4》亞軍
2013年5月31日，YG娛樂執行長梁鉉錫於每月最後一天進行的練習生月末評價前，向11名練習生宣佈WIN計劃。宋旻浩與李昇勳、金秦禹、姜昇潤和南太鉉組成Team A，和Team B（B.I、BOBBY、金振煥、宋允亨、具俊會和金東赫）於《WIN: Who is next》出道生存節目中互相競爭，以網路投票的方式分出勝負，勝出的一隊將以WINNER為名的組合身份出道。同年10月25日，宋旻浩所屬Team A於WIN決賽中勝出，於同日與其他團員（隊長姜昇潤，隊員李昇勳、南太鉉及金秦禹）以WINNER為新團名決定出道。
2014年8月12日，所屬組合WINNER公開出道專輯《2014 S/S》，同月17日登上SBS人氣歌謠舞台正式出道。專輯中包含宋旻浩個人solo單曲〈I'm Him〉。
2015年，宋旻浩參加韓國Mnet電視台大型饒舌比賽綜藝節目《Show Me The Money 4》，在第二輪選拔中參賽者Blacknut在rap最後一句中提到：「不要過多期待，反正優勝是宋旻浩」引爆話題。在合作舞台和同所屬社師兄BIGBANG的太陽合唱《怯》，太陽離開舞台前一句「反正優勝是宋旻浩」將這句話轉為正面義，最後宋旻浩未能拿下冠軍，獲得第二名席次，高EQ大喊：「反正我是Winner！」巧妙地把「贏家」與自己所屬的團體融合。

### 2016年以後：首張個人單曲《BODY》、小分隊MOBB；綜藝節目《新西遊記》固定出演
9月2日YG娛樂公開宋旻浩和iKON成員BOBBY的回歸預告圖，9月6日公開BOBBY的《HOLUP!》MV，9月7日發行線上音源，並公開MINO的《BODY》MV，9月8日發行《BODY》的線上音源，並公開BOBBY和MINO的小分隊MOBB數位單曲《HIT ME》以及《FULL HOUSE》二首MV，於9月9日專輯發表首日便拿下了香港、台灣、印尼、新加坡、泰國等多個國家地區專輯部門一位，也進入了十幾個地區的Itunes TOP10，展現了實力小分隊的強大力量和超高人氣，同月11日SBS (韓國)音樂節目《人氣歌謠》初次公開LIVE舞台。
11月24日以正式成員加入韓國綜藝節目《新西遊記》第三季，在《新西遊記》中「村傻」的魅力受到了許多人的喜愛，尤其《新西遊記》第四季，宋旻浩的「宋神指」事件讓製作人羅英石下跪還倒欠6億，節目組承諾將滿足成員們的願望。宋旻浩表示，希望與WINNER成員們一同出演《花樣青春》。其後，因新西遊記全體成員成功收集七顆龍珠，節目組最終決定履行承諾，以《新西遊記外傳》形式製作《花樣青春WINNER篇》。2017年《名單公開2017》「以『綜藝神』重生的明星們」中獲得第二位。

### 2018年：首張個人正規專輯
4月4日WINNER發行正規2輯《EVERYD4Y》，當中由宋旻浩製作的《HAVE A GOOD DAY》，在發行日文版時宋旻浩表示：「這首歌是2014年寫的，是緬懷一位去了天國朋友的歌曲。」宋旻浩與2014年因為交通事故去世的Ladies' Code的高恩妃是高中同學，事故當時，宋旻浩也用自己的歌單第一個字表示：「恩妃啊，愛你，會記住你」的文字，表達了對高恩妃的哀悼。在《HAVE A GOOD DAY》的歌詞中，他寫下了「不會忘記兩次的Kiss和下雨的黑夜」，兩次的Kiss是指Ladies' Code當時在《Kiss Kiss》的打歌活動期，下雨的黑夜則是指車禍當時的天氣。。
宋旻浩的首張正規專輯《XX》在11月26日發行，他表示「會長在今年2月要我開始準備個人專輯，所以我從當天開始整整兩個月來，除了睡覺都一直在個人工作室創作」。專輯中以主打歌《Fiancé》為首共收錄了12首歌曲，全部都由宋旻浩獨立或合作填詞與作曲。《Fiancé》主打俐落前衛的嘻哈風格，取樣韓國傳統歌謠「昭陽江少女」，呈現意外的反轉效果，此外也邀請同公司的奇才柳炳宰和嘻哈前輩兼偶像梁東根攜手合作《是願望吧》和《壁上觀》兩首歌。主打歌《FIANCÉ》在韓國多個打歌節目中共獲得六個一位，席捲了多個音樂榜單周、月排行榜，並在iTunes的17個國家中佔據了第一。
11月23日JTBC播出的綜藝節目《人類智能》，宋旻浩表示：「其實今年初恐慌症很嚴重，因各類事情疊加在一起，現在好多了」

### 2020年：第二張個人正規專輯
2020年10月18日，YG娛樂官方網站表明宋旻浩將在10月30號以正規專輯《TAKE》正式回歸。 2020年10月30日，正式發行專輯《TAKE》，以主打曲《Run Away》為首收錄12首歌曲，與上一張正規專輯同樣由本人獨自或合作創作。宋旻浩在正規2輯「TAKE」線上Showcase演唱會表示專輯《TAKE》的意思為每首歌曲就是電影中重要的每一幕每一個Take，全部聚集在一起的意思，專輯所有收錄曲都以此關鍵詞來發展。專輯以hiphop為中心，從R&B、抒情曲到舞蹈，不拘泥於題材，進一步證明自己在音樂領域的成長。
2020年11月11日YG娛樂表示，宋旻浩10月30日推出的第二張正規專輯《TAKE》的銷量於當日突破11萬張。

### 2021年：第三張個人正規專輯
2021年1月27日升格為韓國音樂著作權協會正式會員。截至2021年8月，已登記版權歌曲數量共計104首。
2021年12月7日，發佈第三張個人正規專輯《TO INFINITY.》，新輯收錄主打歌《TANG!♡》和《LOVE IN DA CAR》、《PYRAMID》、《LANGUAGE》等10首歌曲，全部由宋旻浩親自作詞作曲並編曲。

## 音樂作品
韓國音樂著作權協會登記編號為10004455。

### 正規專輯
| 專輯 | 專輯資料                                                | 曲目 |
| 1st  | 《XX》 - 發行日期：2018年11月26日 - 語言：韓語          | 曲目 1. TRIGGER (시발점) 2. FIANCÉ (아낙네) 3. HOPE (소원이지)（Feat. 柳炳宰） 4. ㅇ2 (O2) 5. ROCKET (로켓) 6. UM… (흠)（Feat.Blue.D） 7. LONELY (위로 해줄래) 8. AURORA (오로라) 9. her (어울려요) 10. AGREE (암) 11. BOW-WOW (불구경)（Feat.YDG） 12. ALARM (알람)                                                              |
| 2nd  | 《TAKE》 - 發行日期：2020年10月30日 - 語言：韓語        | 曲目 1. Love and a boy 2. Run away (도망가 ) 3. OK man（Feat. BOBBY） 4. Wa（Feat. Zion.T） 5. I want to (하고싶어)（Feat. meenoi） 6. Daylight 7. Hop in (어부바)（Feat. DPR LIVE） 8. Pow! (펑!) 9. Click / Han river view 10. Book store (교보문고)（Feat. BewhY） 11. Sunrise 12. Lost in a crowd (이유 없는 상실감에대하여 ) |
| 3rd  | 《TO INFINITY.》 - 發行日期：2021年12月7日 - 語言：韓語 | 曲目 1. LOVE IN DA CAR 2. 탕!♡ （TANG!♡） 3. PYRAMID (feat. 릴보이(lIlBOI), 개코) 4. 바른말 (LANGUAGE)（Feat. BOBBY） 5. KILL 6. 뭐 (MUAH) 7. 궁금해 (QUESTION MARK) 8. ㅊ취했 (DRUNK TALK) (feat. sogumm) 9. LOSING U 10. 이별길에서 (SAD WALK) (feat. 선우정아)                                                                 |

### 其他單曲
| 年份   | 歌名                    | 合作藝人                 | 收錄專輯                        |
| 2014年 | Wild Boy                | 尹鍾信、姜昇潤           | 《2014 月刊尹鍾信三月號》       |
| 2015年 | 龜甲船（거북선）        | Paloalto、JA MEZZ、ANDUP | 《Show Me The Money 4》         |
| 2015年 | Money Flow（다 비켜봐） | Zico、Paloalto           | 《Show Me The Money 4》         |
| 2015年 | 怯（겁）                | 太陽                     | 《Show Me The Money 4》         |
| 2015年 | Victim、Poppin Bottles  | B-Free、Paloalto         | 《Show Me The Money 4》         |
| 2015年 | Okey Dokey              | Zico                     | 《Show Me The Money 4》         |
| 2016年 | 媽媽呀（엄마야）        | 文熙景                   | 《媽媽呀（JTBC嘻哈國度）》      |
| 2016年 | Machine Gun             | Zion.T、KUSH             | 《Show Me The Money 5 Special》 |
| 2016年 | Shoot（쏘아）           | HAHA                     | 《無限挑戰 偉大的遺產》         |
| 2019年 | 撫摸撫摸（쓰담쓰담）    | P.O、圭賢                | 《姜食堂3》                     |

### OST
| 發行日期       | 電視台 | 劇名             | 歌曲名稱 | 合作藝人     |
| 2017年11月29日 | tvN    | 《機智牢房生活》 | 門（문） | 姜昇潤、ZICO |

### 客串專輯
| 發行日期       | 歌名                         | 合作藝人                                     | 收錄專輯                           |
| 2011年8月5日   | Because I Love You           | 희 (熙)                                      | 《Kiroy Y Project 3》              |
| 2011年10月12日 | Where I'm From               | Dok2、趙PD                                   | 《7輯 Part.1－State Of The Art》   |
| 2014年10月18日 | Born Hater                   | Epik High、Beenzino、Verbal Jint、B.I、Bobby | 《鞋櫃》                           |
| 2016年3月9日   | 飛行（비행）                 | 李遐怡                                       | 《Seoulite》                       |
| 2017年2月28日  | StrOngerrr                   | CODE KUNST、Loco                             | 《Muggles'Mansion》                |
| 2017年9月14日  | Up                           | BOBBY                                        | 《Love and Fall》                  |
| 2017年10月23日 | No, Thank you（노땡큐）      | Epik High、Simon D、The Quiett               | 《We've Done Something Wonderful》 |
| 2018年3月15日  | 鍊金術（연금술）             | Ja Mezz、Dok2                                | 《GOØDevil》                       |
| 2018年7月20日  | WHERE R U FROM               | 勝利                                         | 《THE GREAT SEUNGRI》              |
| 2019年6月27日  | HOOLIGAN                     | 殷志源                                       | 《G1》                             |
| 2019年7月30日  | Promise                      | P.O                                          | 《Tony Lip》                       |
| 2019年8月14日  | Call Anytime（또또또）       | 金秦禹                                       | 《JINU's HEYDAY》                  |
| 2019年12月2日  | Nobody                       | Blue.D                                       | 《I'm Your Blue Dream》            |
| 2021年3月29日  | Better (with MINO)           | 姜昇潤                                       | 《PAGE》                           |
| 2021年7月30日  | Perfect Thumbnail (썸네일각) | BewhY                                        | 《032 Funk》                       |

### BoM 組合時期
| 發行日期       | 專輯名稱                          | 曲目 |
| 2011年7月28日  | 《沒有你（니가 없이）》           | 曲目 1. 니가 없이 (沒有你) 2. 니가 없이 (Acoustic Ver.) 3. 니가 없이 (Inst.) |
| 2011年11月11日 | 《Burning Rose（타오르는 장미）》 | 曲目 1. 가슴아 심장아 (Dear Feelings, Dear Heart/My Mind, My Heart) 2. 널 위해 부르는 이 노래 (為你唱的這首歌) 3. Baby Girl 4. 불꽃처럼 (Like A Flame) 5. Only For Love 6. Take 6 녹음실에서 (Take6錄音室裡 ) 7. 가슴아 심장아 (Inst.) 8. 널 위해 부르는 이 노래 (Inst.) |
| 2012年4月27日  | 《捍衛聖域 OST（홀리랜드 OST）》  | 曲目 1. Reloaded |

## 影視作品

### 固定節目
| 播出日期                       | 頻道                | 節目名稱             | 備註                                                                 |
| 2015年6月26日－2015年8月28日   | Mnet                | Show Me The Money 4  | 參賽選手，最終獲得亞軍                                               |
| 2016年6月30日－2016年9月8日    | SBS MTV、腾讯视频   | 作戰吧！偶像         | 與朴載範、Zico、姜昇潤                                               |
| 2017年1月8日－2017年3月12日    | tvN                 | 新西遊記3            | 與姜鎬童、李壽根、殷志源、安宰賢、圭賢                               |
| 2017年6月13日－2017年8月22日   | tvN                 | 新西遊記4            | 與姜鎬童、李壽根、殷志源、安宰賢、圭賢                               |
| 2017年12月5日－2018年1月9日    | tvN                 | 新西遊記外傳－姜食堂 | 與姜鎬童、李壽根、殷志源、安宰賢、圭賢                               |
| 2018年9月30日－2018年12月2日   | tvN                 | 新西遊記5、新西遊記6 | 與姜鎬童、李壽根、殷志源、安宰賢、P.O                                |
| 2019年5月31日－2019年7月5日    | tvN                 | 姜食堂2              | 與姜鎬童、李壽根、殷志源、安宰賢、P.O                                |
| 2019年7月5日－2019年8月2日     | tvN                 | 姜食堂3              | 與姜鎬童、李壽根、殷志源、安宰賢、圭賢、P.O                          |
| 2019年10月25日－2020年1月3日   | tvN                 | 新西遊記7            | 與姜鎬童、李壽根、殷志源、圭賢、P.O                                  |
| 2020年1月13日－2020年2月28日   | VLIVE               | 我的專業是HIPHOP     | 與Paloalto、Zion.T、Okasian、Coogie                                  |
| 2020年1月10日－2020年3月27日   | tvN                 | 星期五星期五晚上     | 〈神奇的美術國度〉與〈神奇的科學國度〉環節，與殷志源、張度練         |
| 2020年2月28日－2020年5月8日    | tvN、Channel十五夜] | 麻浦帥小子           | 與P.O                                                                |
| 2020年10月9日－2020年12月8日   | tvN                 | 新西遊記8            | 與姜鎬童、李壽根、殷志源、圭賢、P.O                                  |
| 2020年11月16日－2021年2月15日  | JTBC                | Sing Again           | 與李昇基、柳喜烈、金鍾辰、李仙姬、金伊娜、李海利、圭賢 、宣美        |
| 2021年5月7日－2021年7月2日     | TVING               | Spring Camp          | 與姜鎬童、李壽根、殷志源、安宰賢、圭賢、P.O                          |
| 2021年6月25日－2021年9月17日   | tvN、Channel十五夜  | 宋旻浩的PILOT        |                                                                      |
| 2021年10月1日－2021年12月3日   | Mnet                | Show Me The Money 10 | 擔任制作人，與Gray、Zion.T、Slom、Gaeko、Code Kunst 、YUMDDA、TOIL\| |
| 2021年12月6日－2022年2月28日   | JTBC                | Sing Again 2         | 與李昇基、柳喜烈、李仙姬、尹度玹、金伊娜、李海利、圭賢 、宣美        |
| 2023年2月7日－                 | JTBC                | Peak Time            | 與李昇基、朴載範 、圭賢 、Tiffany、李起光、金聖圭                    |
| 2022年12月11日 - 2023年1月22日 | MBC                 | 既然出生就環遊世界   |                                                                      |

### 廣播主持節目
| 日期                        | 頻道       | 名稱                      | 備註           |
| 2020年3月11日－2021年7月1日 | NAVER NOW. | 《Brrrr Friends》         | 與P.O          |
| 2020年11月16日              | NAVER NOW. | 《Sing Again》Special電台 | 與李海利、圭賢 |

### 電視劇
| 年份 | 頻道      | 劇名                | 角色   |
| 2012 | Channel A | 《K-POP最強生死戰》 | 朴基範 |

### 電影
| 上映日期      | 劇名         | 角色 | 備註          |
| 2022年8月26日 | 《極速首爾》 | 刀魚 | 於Netflix上映 |

## 藝術生涯

### 時尚
2019年6月20日，宋旻浩以模特兒身分登上Louis Vuitton在法國巴黎舉行了2020春夏男裝秀，成為首位作為模特兒在Louis Vuitton T台上亮相的KPOP藝人。

### 攝影及藝術創作
2018年10月10日，GENTLE MONSTER和宋旻浩的藝術跨界合作項目《BURNING PLANET》公開，展示進行從10月11日至11月9日。這次合作是以『經歷了日常和義務將自身燃燒殆盡的現代人們的人生』為主題製作，展示以多媒體藝術為主的設計美術和表演結合的形式。2018年11月30－12月9日，參與萊卡相機《O! Leica, Spirit of the Times》 的攝影展覽。
2019年12月19日，宋旻浩參加了本月17日開幕的新人畫展《SEEA 2019》，正式作為畫家出道。參展畫作於2019年12月17－25日在城南ART CENTER展出。
2020年10月21-25日，宋旻浩以畫家藝名“Ohnim” 作為韓國歌手第一人在英國倫敦薩奇美術館（Saatchi Gallery）展出了自己的5幅畫作。
2021年6月23-7月25日，宋旻浩的7幅畫作在樂天世界購物中心舉行的《Korean Eye 2020》 特別展中展出， 是2020年10月在英國倫敦薩奇美術館 （Saatchi Gallery）舉行的同名畫展。

## 公演活動
- 2020年9月26日 Overpass Music Festival
- 2020年11月27日 World Draw Festival
- 2020年12月20日 ASS at home
- 2021年3月20日 K-POP戰勝COVID-19!全球應援S2

## 獎項及提名列表

### 大型頒獎典禮獎項
| 年度   | 受賞式                 | 獎項                   | 提名項目         | 結果 |
| 2015年 | 甜瓜音樂獎             | Hot Trend獎            | 怯（feat. 太陽） | 提名 |
| 2016年 | Gaon Chart K-POP大獎   | 發現潛力獎（嘻哈部門） | 宋旻浩           | 獲獎 |
| 2016年 | Mnet亞洲音樂大獎       | 最佳合作表演獎         | HIT ME（MOBB）   | 提名 |
| 2017年 | 首爾歌謠大賞           | 嘻哈賞                 | MOBB             | 獲獎 |
| 2018年 | Soribada最佳音樂大獎   | 新韓流嘻哈藝人賞       | 宋旻浩           | 獲獎 |
| 2019年 | 金唱片獎               | 最佳嘻哈獎             | 宋旻浩           | 獲獎 |
| 2019年 | Mnet亞洲音樂大獎       | 最佳男藝人獎           | 宋旻浩           | 提名 |
| 2019年 | Mnet亞洲音樂大獎       | 最佳嘻哈&城市音樂獎    | Fiancé           | 提名 |
| 2020年 | Asian Pop Music Awards | 最佳製作人(海外)       | 宋旻浩           | 獲獎 |
| 2020年 | Asian Pop Music Awards | 最佳男歌手             | 宋旻浩           | 提名 |

### 主要音樂節目榜單排名
| 主打歌曲排名成績 | 主打歌曲排名成績                                                      | 主打歌曲排名成績      | 主打歌曲排名成績    | 主打歌曲排名成績       | 主打歌曲排名成績 | 主打歌曲排名成績     | 主打歌曲排名成績        | 主打歌曲排名成績 |
| 專輯 | 歌曲                                                                  | Mnet 《M! Countdown》 | KBS2 《Music Bank》 | MBC 《Show! 音樂中心》 | SBS 《人氣歌謠》 | SBS MTV 《THE SHOW》 | MBC M 《Show Champion》 | 備註             |
| 2018年 | 2018年                                                                | 2018年                | 2018年              | 2018年                 | 2018年           | 2018年               | 2018年                  | 2018年           |
| --- | --------------------------------------------------------------------- | --------------------- | ------------------- | ---------------------- | ---------------- | -------------------- | ----------------------- | ---------------- |
| XX | FIANCÉ                                                                | 1                     | 2                   | (1)                    | 1                | /                    | (1)                     | 四台冠軍歌曲     |
| 2020年 |                                                                       |                       |                     |                        |                  |                      |                         |                  |
| TAKE | Run away                                                              | 4                     | 8                   | 16                     | 15               | /                    | 11                      |                  |
| 2021年 |                                                                       |                       |                     |                        |                  |                      |                         |                  |
| "TO INFINITY." | TANG!♡                                                                | /                     | 20                  | 6                      | /                | /                    | /                       |                  |
| \| - 「/」表示未有相關資料 - 「(1)」：兩星期冠軍 - 「[1]」：三星期冠軍 \| - 「{1}」：四星期冠軍 - 「*」：打榜中 - 「 」：該段時期未有設立排行榜 \| |                                                                       |                       |                     |                        |                  |                      |                         |                  |
| - 「/」表示未有相關資料 - 「(1)」：兩星期冠軍 - 「[1]」：三星期冠軍                                                                                | - 「{1}」：四星期冠軍 - 「*」：打榜中 - 「 」：該段時期未有設立排行榜 |                       |                     |                        |                  |                      |                         |                  |

| 各台冠軍歌曲獎座統計 | 各台冠軍歌曲獎座統計 | 各台冠軍歌曲獎座統計 | 各台冠軍歌曲獎座統計 | 各台冠軍歌曲獎座統計 | 各台冠軍歌曲獎座統計 |
| Mnet                 | KBS                  | MBC                  | SBS                  | SBS MTV              | MBC Music            |
| -------------------- | -------------------- | -------------------- | -------------------- | -------------------- | -------------------- |
| 1                    | 0                    | 2                    | 1                    | 0                    | 2                    |
| 一位總數：6          |                      |                      |                      |                      |                      |

## 備註
1. ↑  公開還是地下團體時宋旻浩和ZICO合作的影像。
2. ↑  BoM時期，以藝名Tagoon參與。

## 外部連結
- 官方网站 
- 宋旻浩的X（前Twitter）
- 宋旻浩的Instagram帳戶
- 宋旻浩的新浪微博